# Jallaucourt
Jallaucourt település Franciaországban, Moselle megyében. Lakosainak száma 139 fő (2022. január 1.). Jallaucourt Aboncourt-sur-Seille, Attilloncourt, Fresnes-en-Saulnois, Grémecey, Lemoncourt, Malaucourt-sur-Seille, Manhoué és Oriocourt községekkel határos.

## Népesség
A település népességének változása:
| Lakosok száma | 179  | 139  | 150  | 163  | 161  | 161  | 166  | 154  | 148  | 139  |
|               | 1968 | 1982 | 1990 | 2006 | 2013 | 2015 | 2017 | 2019 | 2020 | 2022 |